# دهستان فلارد
دهستان فلارد، یکی از دهستان‌های بخش مرکزی شهرستان فلارد در استان چهارمحال و بختیاری ایران است. مرکز این دهستان، روستای کلواری سفلی است.

## جمعیت
بر پایه سرشماری عمومی نفوس و مسکن در سال ۱۳۹۵، جمعیت دهستان فلارد برابر با ۱۴٬۹۰۰ نفر بوده‌است.